# فله (خواننده)

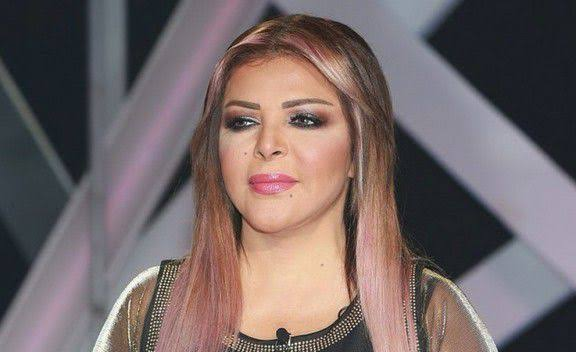
فله (خواننده)

فله (انگلیسی: Fulla؛ زاده ) یک موسیقی‌دان است.